# Tentakel-Drachenkopf
Der Tentakel-Drachenkopf (Rhinopias frondosa), vereinzelt auch Schluckspecht genannt, ist ein mariner Skorpionsfisch in der Gattung der Fransen-Drachenköpfe. Er besiedelt den westlichen Indopazifik und lebt dort getarnt in Korallenriffen. Die Art lebt in sehr geringer Tiefe, verfügt über Giftstacheln und ernährt sich von marinen Kleintieren.

## Merkmale
Tentakel-Drachenköpfe werden maximal 23 cm lang. Der Körper ist gedrungen und mit runden Schuppen bedeckt. Die Körperform und die Färbung können sich an den Lebensraum anpassen. So sind von Dunkelrot über Purpur und von Lila bis hin zu Gelb verschiedenste Färbungen möglich. Wegen seiner Variabilität wird der Tentakel-Drachenkopf oft mit verwandten Arten verwechselt.
Tentakel-Drachenköpfe haben meistens 16 Brustflossenstrahlen, 3 Afterflossenstrahlen und 12 Hartstrahlen in der Rückenflosse. Die vorderen Zwischenräume der Rückenflossenstrahlen sind fleischiger als die der hinteren. Die Rückenflossenstacheln sind relativ weich und biegsam. Bauch-, After-, Rücken- und Schwanzflossen sind wenig bis gar nicht eingekerbt. Bei adulten Exemplaren trennen sich die Schwanzflossenreihen jeweils in vier Enden auf. Die Hartstrahlen von Rücken-, After- und Bauchflosse sind mit Giftdrüsen versehen.
Tentakel-Drachenköpfe unterscheiden sich von den nahe verwandten Arten Rhinopias aphanes und Rhinopias eschmeyeri durch mehrere Details. Fleischige Tentakel über den Augen, 9 bis 24 Tentakel an der Unterseite des Unterkiefers. 2 bis 4 nach hinten zeigende Tentakel unter den Augen und mehrere Tentakel auf dem Körper verteilt. Deutlich erkennbar sind 1 bis 2 schwarze Flecke auf der weichen Rückenflosse sowie mehrere umrandete runde Flecken an Kopf und Körper.

## Vorkommen
Der natürliche Lebensraum des Tentakel-Drachenkopfes liegt im Indopazifik. Er erstreckt sich von Südafrika über die Küstengebiete des Indischen Ozeans bis in den Süden von Japan und östlich bis Australien. Vereinzelt wurde die Art auch vor Hawaii gesichtet. Der Tentakel-Drachenkopf bevorzugt Korallenriffe mit sandigem oder geröllartigem Untergrund, die sich in einer Tiefe bis höchstens 30 Meter befinden.

## Lebensweise
Der Tentakel-Drachenkopf verfolgt bei der Jagd eine stationäre Vorgehensweise. Seine Erscheinung dient ihm dabei als perfekte Camouflage und ermöglicht es ihm unerkannt auf dem Grund zu verharren und potentieller Beute aufzulauern. In dieser Wartehaltung können Tentakel-Drachenköpfe über sehr lange Zeiträume hinweg nahezu unbeweglich verbleiben und dann blitzschnell (innerhalb von 15 Millisekunden) zuschlagen, wenn sich Beutetiere ihrem Maul nähern.

Das blitzschnelle Öffnen der Kiefer erzeugt einen Unterdruck, mit dem die Beute eingesaugt wird. Zur Nahrung zählen unter anderem Schalentiere, Kopffüßer und kleine Fische.

## Fortbewegung
Die Fortbewegung der Tentakel-Drachenköpfe unterscheidet sich stark von der anderer Fische. Trotz ihrer Flossen verwenden sie diese selten zum Schwimmen, stattdessen bewegen sie sich kriechend auf dem Meeresgrund.

## Toxizität
Giftführend sind die ersten 12 bis 15 Rückenflossenstrahlen, die ersten zwei Bauchflossenstrahlen und drei Strahlen der Afterflosse. Die Flossenstrahlen besitzen jeweils links und rechts an der Vorderseite eine giftführende Furche, die eine Giftdrüse beinhaltet, welche von Haut bedeckt ist. Beim Stich reißt diese Haut auf, infolgedessen kann das Gift entlassen werden. Einstiche des Tentakel-Drachenkopfs bereiten starke Schmerzen, welche oft mehrere Tage anhalten können. Das Gift besteht aus großmolekularen Eiweißen, die Übelkeit, Schweißausbrüche, Blässe, Herzklopfen und ein allgemeines Schwächegefühl zur Folge haben können. Todesfälle sind allerdings bis jetzt keine bekannt.